# Li Jianhua (calciatore)
Li Jianhua (李健華T, 李健华S, Lǐ JiànhuáP; Meizhou, 12 febbraio 1982) è un calciatore cinese, difensore del Guangzhou R&F.